# Zverinac
Zverinac (Italienisch: Sferenzi) ist eine Insel des Archipels vor Zadar in Kroatien.

## Lage und Einwohner
Die Insel liegt gegenüber von Božava, an der nordöstlichen Küste von  Dugi Otok und Sestrunj. 2021 lebten 55 Menschen auf der nur 4,2 km² großen Insel. Sie gehört zur Gemeinde Sali. Es besteht eine Fährverbindung nach Zadar und Božava.

## Geschichte
1421 wurde die Insel erstmals geschichtlich unter dem Namen Suiran erwähnt. Im Dorf steht der barocke Palast Fanfonga aus dem Jahr 1746, und in der Bucht Poripišće finden sich Reste von Mauern aus der Römerzeit.